# St. Mary Mead
St. Mary Mead era a aldeia fictícia criada pela autora de romances policiais Agatha Christie.  
A aldeia abrigou a solteirona Miss Jane Marple. A aldeia apareceu pela primeira vez em Assassinato na Casa do Pastor, o primeiro romance de Miss Marple, em 1930. Porém, Agatha Christie descreveu uma aldeia de mesmo nome antes da criação de Miss Marple. Foi no romance de Hercule Poirot O Mistério do Trem Azul. Nele, era a cidade natal de Katherine Grey, a protagonista.  
A St. Mary Mead de Miss Marple é descrita em Assassinato na Casa do Pastor como estando no condado fictício de Downshire, mas no romance posterior, Um Corpo na Biblioteca, Downshire se torna Radfordshire. A St. Mary Mead de Katherine Grey, contudo, estava em Kent, portanto não tinha nenhuma ligação com a aldeia de Miss Marple.  

## Habitantes
- Miss Jane Marple: Velha solteirona que desvenda os mais intrincados mistérios baseando-se apenas em seu profundo conhecimento da natureza humana. Apareceu pela primeira vez no romance Assassinato na Casa do Pastor.
- Miss Caroline Weatherby: Vizinha de Miss Marple. Morreu por volta de 1960. Sua casa foi, então, ocupada por um banqueiro e sua família. Primeira aparição: Assassinato na Casa do Pastor.
- Miss Amanda Hartnell: Vizinha de Miss Marple. Mulher orgulhosa, decente e dona de uma voz profunda. Viveu no vilarejo até o fim dos anos 1960. Primeira aparição: Assassinato na Casa do Pastor.
- Reverendo Leonard Clement e sua esposa, Griselda: Viviam no Vicariato. Após a morte do reverendo, Griselda permaneceu em St. Mary Mead. Primeira aparição: Assassinato na Casa do Pastor.
- Coronel Lucius Protheroe: Odioso magistrado da cidade. Foi assassinado no escritório do reverendo Clement, dando o pontapé inicial para a trama de Assassinato na Casa do Pastor.
- Dr. Haydock: Médico do vilarejo. Primeira aparição: Assassinato na Casa do Pastor.
- Coronel Arthur Bantry e sua esposa, Dolly: Melhores amigos de Miss Marple no vilarejo. Viviam na mansão vitoriana de Gossington Hall. Primeira aparição: Os Treze Problemas.
- Sra. Martha Price-Ridley: Viúva rica e ditatorial. Maior fofoqueira da aldeia. Primeira aparição: Assassinato na Casa do Pastor.
- Sr. Petherick: Advogado. Integrante do Clube das Terças-Feiras. Primeira aparição: Os Treze Problemas.

## Localização
St. Mary Mead é supostamente localizada no sudeste da Inglaterra, a 25 milhas de Londres. Está fora da cidade de Much Benham e perto do Mercado de Basing (que aparece como nome de uma cidade em muitos dos romances e contos de Agatha Christie), numa distância de doze milhas da famosa estância balneária de Danemouth e também a doze milhas do centro da cidade costeira de Loomouth. Outras cidades próximas incluem Brackhampton, Medenham Wells e Milchester. O bairro de St. Mary Mead é servido por trens que chegam da estação de trem de Paddington, indicando a localização oeste ou sudoeste de Londres. Tem sido sugerido que Market Basing é Basingstoke e Danemouth é Bournemouth, o que colocaria St. Mary Mead em Hampshire. Na adaptação para a TV da BBC de Miss Marplethe, o vilarejo de Hampshire Nether Wallop foi usado como set de filmagens para St. Mary Mead. Brackhampton poderia ser Bracknell, ao norte de Basingstoke (Market Basing).